# Callaloo
Callaloo (às vezes callalloo, calalloo, calaloo ou kallaloo) é um popular prato de legumes do Caribe. Existem muitas variantes no Caribe, dependendo da disponibilidade de vegetais locais. O ingrediente principal são folhas de vegetais locais, tradicionalmente o amaranto (conhecido por muitos nomes locais, incluindo; callaloo, mas não espinafre ou bhaaji devido ao sabor e textura), taro (conhecido por muitos nomes locais, incluindo arbusto dasheeen, arbusto callaloo, callaloo ou arbusto) ou Xanthosoma (conhecido por muitos nomes, incluindo coco e tannia). Como o vegetal de folha usado em algumas regiões pode ser chamado localmente de "callaloo" ou "arbusto de callaloo" "Folhas Dasheen", algumas confusões podem surgir entre os vegetais e o próprio prato. Em algumas regiões, a culinária da África Ocidental influenciou bastante o prato, como no Haiti, onde o quiabo é frequentemente usado em vez de um vegetal indígena. Fora do Caribe, o espinafre aquático é usado ocasionalmente. Os trinitários, granadinos e dominicanos usam principalmente o taro/dasheen para o callaloo, embora os dominicanos também usem espinafre aquático. Jamaicanos, belizenses e guianenses, por outro lado, usam o nome callaloo para se referir ao amaranto, e usam-no em uma infinidade de pratos e também em uma bebida ('suco de callaloo'). O 'callaloo' fabricado na Jamaica é diferente do 'callaloo' fabricado em Trinidad e Tobago Granada e no resto do Caribe em termos de ingrediente principal (a folha usada) e outros ingredientes incluídos. Enquanto os jamaicanos tendem a cozinhar folhas de callaloo com tomate, sal, pimentão, cebola, cebolinha, com ou sem peixe salgado, os trinidadenses usam folhas de callaloo/arbusto dasheen, ochro, leite de coco, abóbora, cebola, pimentão, temperos locais e especiarias com caranguejos ou tranças. O "Callaloo" em Trinidad é usado em uma variedade de pratos, incluindo sopa de Callaloo ou "óleo para baixo". Callaloo é o Prato Nacional da República Gêmea das Ilhas de Trinidad e Tobago e da Comunidade de Dominica.

## Fontes vegetais para folhas de callaloo

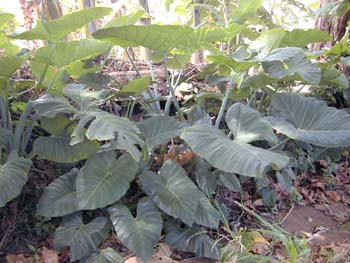
Xanthosoma

## Receitas Callaloo

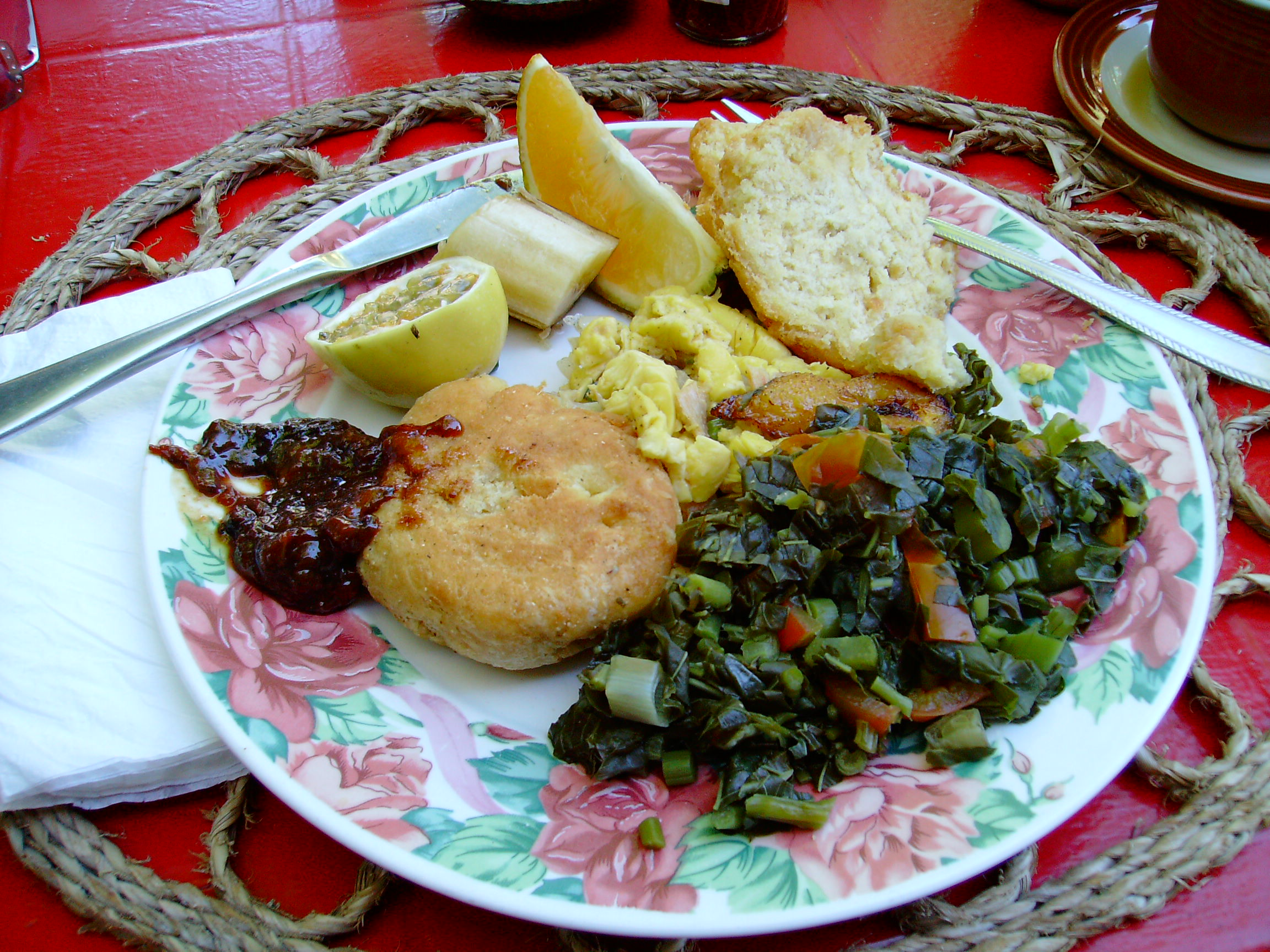
Um café da manhã jamaicano, incluindo callaloo (canto inferior direito)